# Carsten Otte
Carsten Otte (* 1972 in Bad Godesberg) ist ein deutscher Literaturkritiker, Schriftsteller und Rundfunkmoderator.

## Leben
Carsten Otte studierte Philosophie in Bonn und Berlin und schrieb zahlreiche Reportagen, Feuilletons und Glossen.
Seit 1999 arbeitet er als Autor, Redakteur und Moderator für den ARD-Hörfunk, u. a. bei SWR2 Forum und NDR Kultur Journal. Er präsentierte dort u. a. das sonntägliche Radiofeuilleton „SWR2 Matinee“. Aktuell ist er für die SWR Bestenliste zuständig und bespricht als SWR2 Literaturkritiker vor allem deutschsprachige Lyrik und Prosa.
Seine 2017 geäußerte Kritik am Cosplay, das anlässlich einer parallel zur Leipziger Buchmesse stattfindenden Manga-Convention betrieben wurde, war Gegenstand einer Kontroverse über das Nebeneinander von Literaturbetrieb und Populärkultur.
Ottes schriftstellerischen Arbeiten wurden vielfach gefördert, etwa durch das Stipendium der Kunststiftung Baden-Württemberg und durch das Land Schleswig-Holstein im Künstlerhaus Eckernförde.
Carsten Otte ist regelmäßiger Beiträger der Tageszeitungen junge Welt sowie taz und hat ebenfalls für die Berliner Zeitung, die Frankfurter Rundschau, Jungle World, Konkret, die Welt am Sonntag und Die Zeit geschrieben.

## Werke
Einzeltitel
- Schweineöde. Roman. Eichborn Verlag, Frankfurt am Main 2004.
- Sanfte Illusionen. Roman. Eichborn Verlag, Frankfurt am Main 2007.
- Goodbye Auto: Ein Leben ohne Führerschein. Sachbuch. Goldmann Verlag, München 2009.
- Warum wir. Roman. Verlag Klöpfer & Meyer, Tübingen 2014, ISBN 978-3-86351-078-7.
- Der gastrosexuelle Mann: Kochen als Leidenschaft. Sachbuch. Campus-Verlag, Frankfurt am Main 2014.
- Marte und das Meer. Von pupsenden Fischen und schwimmenden Steinen. Kinderbuch. Orell Füssli Verlag, Zürich 2016.

Einzelveröffentlichung
- Der Kaffeehauskünstler. In: Öde Orte. Reclam-Verlag, Stuttgart 2003.
- Die Nahrung der Nudisten. In: Häuptling Eigener Herd. Edition Vincent Klink, Stuttgart 2007.
- Zeig mir deine Waffen. In: Süddeutsche Zeitung vom 2. Juni 2007.
- Rache ist alkoholfrei, Erzählung, in: Bier. Eichborn Verlag, Frankfurt am Main 2009.
- Alles inklusive. In: Edit. Papier für neue Texte, Leipzig 2008.
- Paradies ohne Sonne, Kalendergeschichte, in: Unverhofftes Wiedersehen, Eine Hommage an Johann Peter Hebel, Verlag Klöpfer & Meyer, Tübingen 2010.

Hörfunkfeature (Auswahl)
- Meine Generation ist keine Generation. SWR 2000.
- Gambia unterm Salatschüsselmond. SWR 2000.
- Das Faszinierende am Monströsen. SWR und NDR 2000.
- Strich, det war nich kommerziell jemeint. SWR 2001.
- Im Rausch des Vertikalen. SWR 2006.
- Statistik hilf! SWR 2011.[6]
- Wie wir feiern. SWR 2011.[7]
- Wir Gastrosexuellen. WDR und SWR 2013.[8]

## Kritik
Schweineöde
Im Debütband des Autors, der sich mit Ost-West-Befindlichkeiten in der Zeit nach dem Mauerfall beschäftigt, huldigt der Romanheld laut Frankfurter Allgemeine Zeitung „einer morbiden Ostalgie mit den zynischen Waffen des Westens. Als Parasit nistet sich dieser neoromantische Taugenichts in einer baufälligen Altbauwohnung ein, um aus der ‚Geisterwelt’ der ehemaligen DDR neue Lebensgeister zu ziehen.“. Nur leider – und damit kommt der Rezensent zur Kritik – ist Kuballa nicht nur schwer durchgeknallter Protagonist, sondern auch der Erzähler seiner Geschichte, und als solcher untauglich: die Überwachungsprotokolle seiner selbst und anderer machen die Lektüre mitunter zur mühevollen Angelegenheit. Die Deutsche Presse-Agentur schreibt am Erscheinungstag: „Bei der Suche und Sucht nach Vergangenheit eine glänzend bewältigte Gratwanderung.“ Die Leipziger Volkszeitung sieht in Schweineöde einen „Wenderoman, der sich abhebt von den üblichen Berichten und Bekenntnissen über die Schwierigkeiten des Zusammenwachsens von Ost und West.“.
Sanfte Illusionen
Laut Frankfurter Allgemeine Zeitung präsentiert Otte in seinem zweiten Roman Sanfte Illusionen eine „netzartige Verflechtung“ von Lebensläufen, die in Baden-Baden angesiedelt sind: „Was auf diese Weise entsteht, ist ein böses, sarkastisches, aber teilweise auch rühriges Bild einer Kurstadt, die stets mehr scheinen will, als sie ist, und hinter deren glänzender Oberfläche manche Abgründe lauern. Baden-Baden gerät auch immer wieder zum Abbild des ganzen Landes, an dem sich die Zukunft einer alternden, kinderfeindlichen Gesellschaft mit ihren starken Gegensätzen zwischen Arm und Reich wie in einem Brennspiegel konzentriert.“ Der Rezensent der Frankfurter Allgemeinen Zeitung stört sich allerdings daran, dass der Autor seine Geschichte mit allzu vielen Themen und Problemen belädt. Das Hamburger Abendblatt meint einen „gnadenlosen Blick auf Bürgertum und Pseudo-Boheme“ zu erkennen. Der Rezensent der Süddeutschen Zeitung hat sich bei der Lektüre bestens amüsiert. Dem Autor gelingt es in seinen Augen ganz wunderbar, die Kurstadtatmosphäre Baden-Badens einzufangen. Allerdings scheint ihm der Autor bisweilen zu dick aufzutragen.
Goodbye Auto
Laut taz hat Otte mit Goodbye Auto „einen Abgesang aufs Automobil verfasst, der eigentlich eine Abwrackprämie verdient.“ Im Radioprogramm von NDR Kultur wird erklärt: „In 60 amüsant und selbstironisch geschriebenen Erinnerungen erzählt Carsten Otte von seinem Leben ohne Fahrerlaubnis; von wütenden Parkplatzrowdys, sprachlosen Autoverkäuferinnen und verführerischen Urlaubsflirts – die ihn schließlich doch dazu brachten, sich einmal im Leben selbst hinter das Steuer zu setzen. Gleichzeitig schärft Otte aber auch den Blick für die Skurrilitäten der automobilisierten Welt: wie verlassene Parkhauswüsten oder überdimensionierte Geländewagen, denen mit Matsch aus der Spraydose der Anschein verliehen werden soll, ihrem Namen gerecht zu werden. Es ist eine Auto-Biografie, in der das Auto eben trotzdem eine wichtige Rolle spielt – die zu keinem Zeitpunkt belehrend wirkt, sondern die Lust am Autofahren zugesteht.“ Die Saarbrücker Zeitung fragt: „Ist Otte ein Fantast? Ganz sicher nicht. Nur einer, der sich Gedanken macht über das Phänomen Auto und seinen Einfluss auf Leben und Umwelt.“